# لوسین د براووره
لوسین د براووره (انگلیسی: Lucien De Brauwere؛ زادهٔ ۱۰ ژوئن ۱۹۵۱ – درگذشته ۱۷ اکتبر ۲۰۲۰) دوچرخه‌سوار اهل بلژیک بود.